# Bruno Rosa
Bruno Rosa (...) è un ex giocatore di football americano brasiliano, che ha giocato come cornerback.

## Palmarès
- 1 GMFL (Northeast Missouri Cyclones, 2009)
- 1 Brasil Bowl (Fluminense Imperadores, 2011)
- 1 Saquarema Bowl (America Red Lions, 2006)
- 1 Niterói Bowl (America Red Lions, 2006)